# قائمة مقاطعات ولاية واشنطن
هذه قائمة مقاطعات ولاية واشنطن في الولايات المتحدة الأمريكية:
- مقاطعة آيلاند
- مقاطعة أسوتين
- مقاطعة أوكانوغان
- مقاطعة ادمز
- مقاطعة باسيفيك
- مقاطعة بيرسي
- مقاطعة بينتن
- مقاطعة بيند أوريلي
- مقاطعة تشيلان
- مقاطعة ثورستون
- مقاطعة جيرفرسون
- مقاطعة دوغلاس
- مقاطعة سان خوان
- مقاطعة سبوكان
- مقاطعة ستيفينز
- مقاطعة سكاغيت
- مقاطعة سكامانيا
- مقاطعة سنوهوميش
- مقاطعة غرانت
- مقاطعة غرايز هاربور
- مقاطعة غارفيلد
- مقاطعة فرانكلين
- مقاطعة فيري
- مقاطعة كلارك
- مقاطعة كلالام
- مقاطعة كليكيتات
- مقاطعة كولومبيا
- مقاطعة كوليتز
- مقاطعة كيتساب
- مقاطعة كيتيتاس
- مقاطعة كينغ
- مقاطعة لويس
- مقاطعة لينكون
- مقاطعة ماسون
- مقاطعة واتكوم
- مقاطعة والا والا
- مقاطعة واهيكاكوم
- مقاطعة وايتمان
- مقاطعة ياكيما